# تحطم طائرة إليوشن إيل-76 في كوروتشانسكي 2024
يشير تحطم طائرة إليوشن إيل-76 في كوروتشانسكي إلى تحطم طائرة نقل عسكرية تابعة للقوات الجوية الروسية من طراز إليوشن إيل-76 في 24 يناير 2024، في حوالي الساعة 11:15 بتوقيت روسيا، وكان على متنها حسب السلطات الروسية 65 أسير حرب أوكراني أُسروا خلال الغزو الروسي لأوكرانيا، بالإضافة إلى ستة من أفراد الطاقم وثلاثة حراس. تحطمت الطائرة بالقرب من الحدود الأوكرانية في دائرة كوروتشانسكي الروسية بأوبلاست بيلغورود، مما أسفر عن مقتل جميع من كانوا على متنها. وقد كان من المقرر تبادل أسرى الحرب في عملية مبادلة.

## الطائرة
كانت من طراز إيل-76 وهي طائرة نقل عسكرية مُخصصة لنقل القوات والمعدات العسكرية والذخيرة. وزعم المسؤولون الروس أن 65 من الركاب كانوا جنوداً أوكرانيين، وأن ستة من أفراد الطاقم الروس وثلاثة حراس كانوا على متنها أيضاً. وقالت وزارة الدفاع الروسية إن الحادث وقع «أثناء رحلة روتينية». حيث كان من المفترض أن ينُقل الجنود الأوكرانيين البالغ عددهم 65 جندياً إلى أوبلاست بيلغورود في تبادل للأسرى، عند معبر كولوتيلوفكا الحدودي على بعد 100 كم غرب مدينة بيلغورود. وقال الجيش الروسي إن الرحلة انطلقت من قاعدة تشكالوفسكي الجوية بالقرب من موسكو.

## الحادث
وقع الحادث فوق حقل على بعد حوالي 5-6 كم (3.1-3.7 ميل) من يابلونوفو، منطقة بيلغورود، وفقاً لعمدة القرية. أبلغ طاقم الطائرة عن تأثير خارجي قبل الحادث وفقاً لفيكتور بونداريف، القائد السابق لقوات الفضاء الروسية. وذكرت صحيفة موسكو تايمز، نقلاً عن تحليل مقاطع فيديو للتحطم على وسائل التواصل الاجتماعي، أن الطائرة كانت تحلق بعيداً عن اتجاه الحدود الأوكرانية.
أعلن محافظ أوبلاست بيلغورود، فياتشيسلاف جلادكوف، عن تفعيل «حالة تأهب صاروخي» في المنطقة، قبل وقت قصير من تحطم الطائرة وحث السكان على الاحتماء. وأضاف أنه جرى تفعيل أنظمة الدفاع الجوي عند الساعة 10:35 صباحاً، حيث أُسقطت مُسيرة فوق قرية بليجني، على بعد 60 كم جنوب غرب يابلونوفو.

## تحمل المسؤولية

### حسب روسيا
اتهمت وزارة الخارجية الروسية أوكرانيا بإسقاط الطائرة، واصفةً ذلك بالعمل «الهمجي»، مُشيرةً إلى إسقاطها بثلاثة صواريخ باتريوت أو آيريس. ولم تقدم الوزارة أي دليل يشير إلى تورط أوكرانيا. فيما وصف وزير الخارجية سيرجي لافروف الحادث بأنه عمل «إجرامي» من جانب أوكرانيا ودعا إلى عقد جلسة عاجلة لمجلس الأمن التابع للأمم المتحدة لمطالبة كييف بتقديم تفسير.
وزعمت وزارة الدفاع الروسية أن الطائرة أُسقطت بصاروخين أُطلقا من منطقة ليبتسي، عبر الحدود في أوبلاست خاركيف، وفقاً لأنظمة الرادار الخاصة بها. ادعى أندريه كارتابولوف، رئيس لجنة الدفاع في مجلس الدوما الروسي، أن طائرة ثانية كانت في طريقها لنقل 80 أسير حرب أوكراني غيرت مسارها بعد الحادث، مضيفاً أنه «لا يمكن الحديث الآن الحديث عن أي تبادل [للسجناء]».

### حسب أوكرانيا
أفادت صحيفة أوكراينسكا برافدا أن مصادر في هيئة الأركان العامة الأوكرانية قالت إن الطائرة كانت تحمل صواريخ إس-300، وأن أوكرانيا أسقطت الطائرة. لتعدل تقريرها لاحقاً بالقول إن هذا لا يشير إلى تورط أوكرانيا. بينما حذرت الوكالة الأوكرانية المسؤولة عن أسرى الحرب من أن روسيا «تنشط في عمليات معلوماتية خاصة ضد أوكرانيا، تهدف إلى زعزعة استقرار المجتمع الأوكراني».
وفقاً لمتحدث باسم إدارة الاستخبارات الرئيسية الأوكرانية، كان من المقرر تبادل الأسرى بين روسيا وأوكرانيا في يوم الحادث. إلا أن المتحدث قال إن ذلك لم يحدث. وذكر أيضاً إنه في يوم الحادث، لم يبلغهم نظراؤهم في روسيا بضرورة ضمان سلامة المجال الجوي للمنطقة خلافاً للتبادلات السابقة، وأنهم نقلوا بالفعل أسرى الحرب الروس الذين كان من المفترض تبادلهم في المكان المحدد، مُشيراً إلى أن الحادث ربما كان تحركاً (متعمداً) من جانب روسيا «لخلق تهديد لحياة الأسرى وسلامتهم».

## تحديد هوية الضحايا
نشرت رئيسة تحرير روسيا اليوم مارغريتا سيمونيان قائمة تضم 65 اسماً زعمت أنها لأسرى الحرب الأوكرانيين على متن الرحلة. أكدت هيئة البث العامة الأوكرانية بعد تحليل القائمة، أن الأسماء الواردة في القائمة هي لأسرى حرب أوكران محتجزين في روسيا، لكنها قالت إنها لا تستطيع التحقق مما إذا كانوا على متن الطائرة أو جزءاً من أي تبادل للأسرى.
| الجنسية  | الركاب | الطاقم | الناجون |
| -------- | ------ | ------ | ------- |
| أوكرانيا | 65     | 0      | 0       |
| روسيا    | 3      | 6      | 0       |

## التداعيات
نشر محافظ أوبلاست بيلغورود، فياتشيسلاف جلادكوف، على تيليغرام قائلاً أنه انتشر فريق «تحقيق وخدمات طوارئ» في موقع التحطم، مضيفاً أنه «سافر إلى المنطقة». وقال أيضاً إنه لم يكن هناك ناجون. كما نُشر فريق من المحققين من قبل القوات الفضائية الروسية. وأُعلنت حالة تأهب جوي على مستوى البلاد لفترة وجيزة في أوكرانيا بعد الحادث.